# Russelia tenuis
Russelia tenuis là một loài thực vật có hoa trong họ Mã đề. Loài này được Lundell miêu tả khoa học đầu tiên năm 1945.